# Technische Werke Schussental
Die Technischen Werke Schussental GmbH & Co. KG (TWS) sind für die Versorgung von Strom, Erdgas, Wärme, Trinkwasser zuständig.
Außerdem sind die Technischen Werke Dienstleister für die Bereiche Parkierung, Öffentlicher Personennahverkehr (ÖPNV), Bäder sowie für Straßen und Signalanlagen. Das Unternehmen investiert in regenerative Energien, bietet seinen Kunden ausschließlich Ökostrom an und entwickelt Produkte und Geschäftsfelder im Sinne des Klima- und Umweltschutzes.

## Geschichte

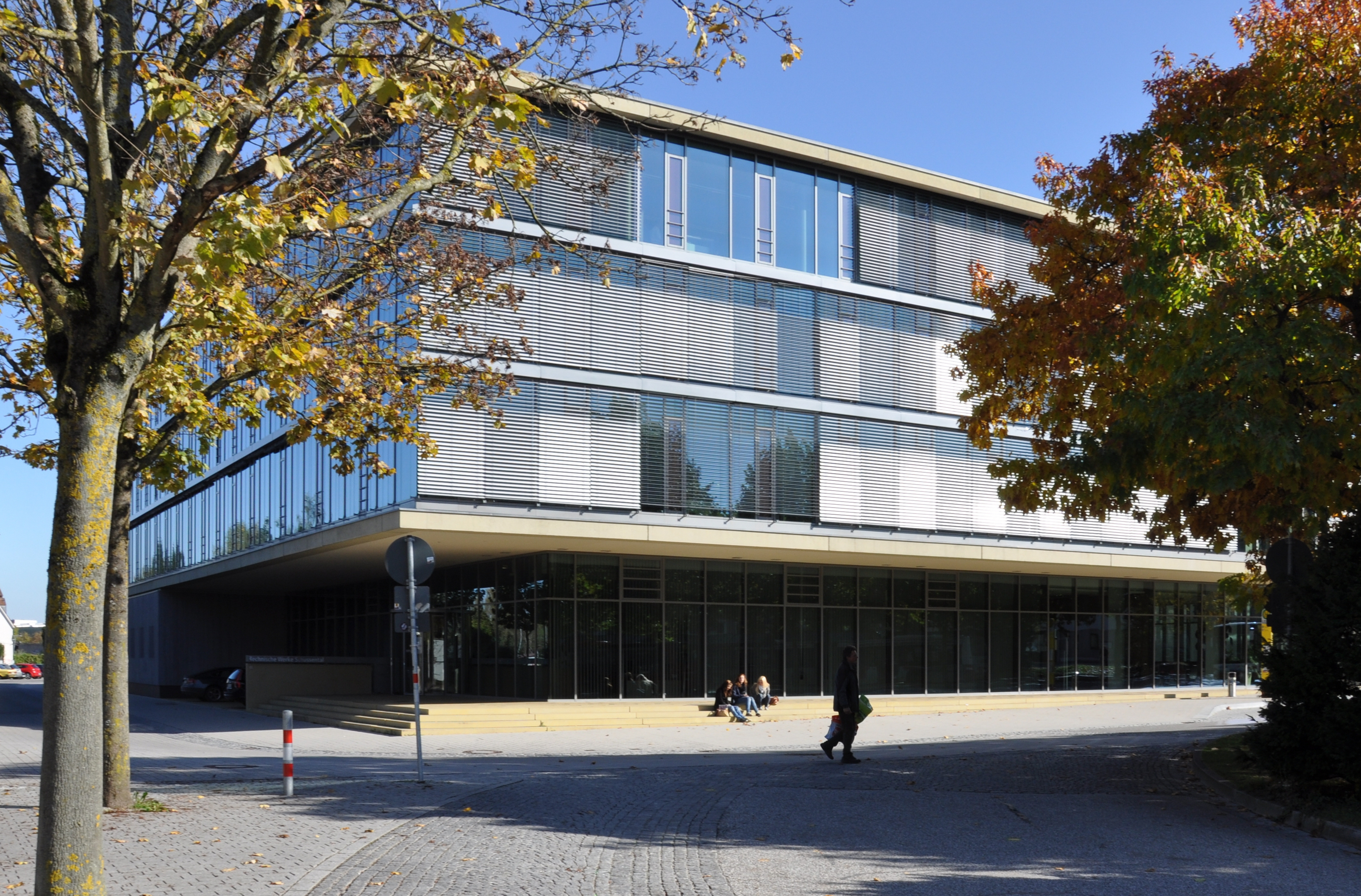
Verwaltungsgebäude der TWS in Ravensburg

Das Unternehmen ist 2001 aus den beiden Stadtwerken der Städte Ravensburg und Weingarten hervorgegangen. Beteiligt wurde außerdem die EnBW als Partner. 2006 erfolgte die Gründung der TWS Netz GmbH als Tochtergesellschaft.
Zum 1. Januar 2011 wurde das seit 2008 von der EnBW gepachtete Stromnetz der Städte Ravensburg und Weingarten in die TWS Netz GmbH eingebracht. Neben dem Stromnetz betreibt die TWS Netz GmbH auch ein Netz für Gas und Trinkwasser.
Seit 2012 ist die TWS mit 33,3 % an der TeleData GmbH aus Friedrichshafen beteiligt. Zu den Produkten des regionalen Telekommunikationsanbieters zählen Internet, Telefonie, Rechenzentrumslösungen und Cloud-Produkte, sowie freies WLAN für Kommunen. Der Fokus der Beteiligung liegt im Ausbau der Infrastruktur – vor allem des Glasfasernetzes – in Ravensburg und Weingarten.

## Gesellschaftsstruktur
Gesellschafterstruktur der Technischen Werke Schussental GmbH & Co. KG:
- 42,7 % Stadtwerke Ravensburg
- 32,2 % Stadtwerke Weingarten
- 25,1 % EnBW Kommunale Beteiligungen GmbH

Geschäftsführer ist Andreas Thiel-Böhm. Aufsichtsratsvorsitzender ist seit dem 1. Januar 2021 Dirk Bastin (Bürgermeister der Stadt Ravensburg).
Gesellschafterstruktur der TWS Netz GmbH:
- 80,52 % Technische Werke Schussental GmbH & Co. KG
- 19,25 % Netze BW GmbH
- 0,10 % Gemeinde Berg
- 0,07 % Gemeinde Fronreute
- 0,03 % Gemeinde Fleischwangen
- 0,02 % Gemeinde Horgenzell
- 0,01 % Gemeinde Königseggwald

Geschäftsführer sind Andreas Thiel-Böhm und Helmut Hertle. Aufsichtsratsvorsitzender ist seit dem 1. Januar 2021 Dirk Bastin (Bürgermeister der Stadt Ravensburg).
Deutschlandweit bot die TWS ihre Produkte bis 2023 über die Tochtergesellschaft susiEnergie GmbH an. Seit 2023 erfolgt dies deutschlandweit unter der Marke TWS.

## Bürgerbeteiligung
984 Bürgerinnen und Bürger sind über das bis Mitte März 2018 angebotene Bürgergenussrecht am Unternehmen beteiligt. Insgesamt 16 Millionen Euro Eigenkapital hat das Ravensburger Versorgungsunternehmen seit 2013 eingeworben. Das Kapital investieren die TWS in den Ausbau der Energieerzeugung aus erneuerbaren Ressourcen.

## Produkte

### Ökostrom
Die TWS bietet seit Beginn des Stromvertriebs ausschließlich Ökostrom an. Gleichzeitig investiert die TWS in eigene Windkraft- und Solaranlagen und produziert mit diesen mittlerweile bereits mehr Strom wie deren Privatkunden jährlich verbrauchen.

### Gas
twsBiogas 10 ist ein Erdgasprodukt von TWS.
Mit dem Einsatz von twsKlimagasPlus wird die Wiedervernässung oberschwäbischer Moore unterstützt und die CO2-Emissionen des eigenen Verbrauchs über Emissionszertifikate neutralisiert.

### Wasser
Die TWS versorgt rund 69.000 Bürgerinnen und Bürger in Ravensburg, Eschach und Weingarten mit Trinkwasser aus regionalen Quellen.

### ÖPNV
Die TWS erbringt im öffentlichen Personennahverkehr vorwiegend kaufmännische und administrative Dienstleistungen.
Kunden sind die Stadtbus Ravensburg Weingarten GmbH und die Bodensee-Oberschwaben Verkehrsverbund
GmbH (bodo). Bodo umfasst das Bus- und Liniennetz im Landkreis Ravensburg und im Bodenseekreis.

### Parkierung
Die TWS betreibt Parkhäuser für die Stadtwerke Ravensburg.

### Bäder und Eissporthalle
2005 hat die TWS die Sanierung des 1964 erbauten Hallenbads Ravensburg koordiniert und betreibt das Flappachbad Ravensburg sowie die Eissporthalle Ravensburg.

## Nachhaltige Stromerzeugung
Die TWS betreibt 16 eigene Windkraftanlagen und 18 eigene Photovoltaikanlagen, ein eigenes Wasserkraftwerk, ein eigenes Biomassekraftwerk und hält außerdem Beteiligungen an Unternehmen mit weiteren Windkraftanlagen. 2023 speisten die Anlagen der TWS über 90,5 Millionen kWh Energie in die Versorgungsnetze. Weitere Kraftwerke sind in der Planung bzw. bereits im Bau.
Die folgende Tabelle zeigt die Standorte und Leistungen der Kraftwerke in Betrieb (Stand 31. Dezember 2023):
| Projekt                                     | Standort                                                                        | Betrieb durch TWS seit … | Installierte Leistung [kW] | Jahreserzeugungskapazität [MWh] |
| ------------------------------------------- | ------------------------------------------------------------------------------- | ------------------------ | -------------------------- | ------------------------------- |
| Wind Offshore                               |                                                                                 |                          |                            |                                 |
| EnBW Windpark Baltic 1*)                    | Deutsche Ostsee                                                                 | 2011                     | 1.000                      | 3.900                           |
| Wind Onshore                                |                                                                                 |                          |                            |                                 |
| Windpark Portfolio Windpool*)               | Hessen, Nordrhein-Westfalen, Saarland, Sachsen, Sachsen-Anhalt, Rheinland-Pfalz | 2010                     | 5.000                      | 10.100                          |
| Windpark Lonsee                             | Baden-Württemberg                                                               | 2009                     | 2.640                      | 3.000                           |
| Windpark Oelsig                             | Brandenburg                                                                     | 2011                     | 6.000                      | 11.450                          |
| Windpark Brenntenberg                       | Bayern                                                                          | 2011 / 2012              | 9.000                      | 12.993                          |
| Windpark Grefrath                           | Nordrhein-Westfalen                                                             | 2014                     | 3.000                      | 6.541                           |
| Windpark Mose                               | Sachsen-Anhalt                                                                  | 2014                     | 4.000                      | 6.672                           |
| Windpark Schlüsselfeld                      | Bayern                                                                          | 2017                     | 4.800                      | 10.674                          |
| Windpark Krombach                           | Bayern                                                                          | 2018                     | 4.800                      | 13.612                          |
| Photovoltaik                                |                                                                                 |                          |                            |                                 |
| Denkingen                                   | Baden-Württemberg                                                               | 2009                     | 960                        | 962                             |
| Ravensburg, Adolf Aich 75 kW                | Baden-Württemberg                                                               | 2009                     | 75                         | 75                              |
| Ravensburg, Adolf Aich 85 kW                | Baden-Württemberg                                                               | 2009                     | 85                         | 85                              |
| Ravensburg, TWS-Verwaltungsgebäude          | Baden-Württemberg                                                               | 2009                     | 30                         | 30                              |
| Neu-Ulm, Harzerhof                          | Bayern                                                                          | 2011                     | 288                        | 288                             |
| Boms-Haggenmoos                             | Baden-Württemberg                                                               | 2012                     | 4.456                      | 4.456                           |
| Böblingen                                   | Baden-Württemberg                                                               | 2013                     | 1.331                      | 1.368                           |
| Eintürnen                                   | Baden-Württemberg                                                               | 2017                     | 108                        | 119                             |
| Friedrichshafen                             | Baden-Württemberg                                                               | 2018                     | 213                        | 202                             |
| Ravensburg, Bahnstadt                       | Baden-Württemberg                                                               | 2002                     | 21                         | 20                              |
| Ravensburg-Eschach, Ortsverwaltung          | Baden-Württemberg                                                               | 2019                     | 8                          | 8                               |
| Oberzell, Halle                             | Baden-Württemberg                                                               | 2019                     | 34                         | 35                              |
| Ravensburg, Weststadtschule                 | Baden-Württemberg                                                               | 2019                     | 6                          | 4                               |
| Ravensburg, Hallenbad                       | Baden-Württemberg                                                               | 2019 35                  | 34                         |                                 |
| Ravensburg-Eschach, Eschachhalle            | Baden-Württemberg                                                               | 2019                     | 36                         | 38                              |
| Weingarten, Bauhof                          | Baden-Württemberg                                                               | 2019                     | 129                        | 130                             |
| Ravensburg, Brühlstraße (TWS-Arena)         | Baden-Württemberg                                                               | 2023                     | 190                        | 190                             |
| Ravensburg, Waldorfkindergarten             | Baden-Württemberg                                                               | 2023                     | 25                         | 25                              |
| Wasserkraft                                 |                                                                                 |                          |                            |                                 |
| Wasserkraftwerk Ravensburg, Albertshofen    | Baden-Württemberg                                                               | 2009                     | 8                          | 30                              |
| Biomasse                                    |                                                                                 |                          |                            |                                 |
| BHKW Ravensburg-Weststadt, Karmeliterstraße | Baden-Württemberg                                                               | 2011                     | 220                        | 1.600                           |
| Summen                                      |                                                                                 |                          | 48.876                     | 90.933                          |

*) Beteiligungen der TWS KG